# Jurivka, Berezanka
Jurivka (în ucraineană Журівка) este un sat în comuna Dmîtrivka din raionul Berezanka, regiunea Mîkolaiiv, Ucraina.

## Demografie
Componența lingvistică a localității Jurivka
     Ucraineană (94,79%)
     Rusă (5,21%)
Conform recensământului din 2001, majoritatea populației localității Jurivka era vorbitoare de ucraineană (94,79%), existând în minoritate și vorbitori de rusă (5,21%).